# Палмајра (Мисури)
Палмајра (енгл. Palmyra) град је у америчкој савезној држави Мисури.

## Демографија
По попису из 2010. године број становника је 3.595, што је 128 (3,7%) становника више него 2000. године.
| Група             | 2000.         | 2010.         |
| Белци             | 3.319 (95,7%) | 3.390 (94,3%) |
| Афроамериканци    | 91 (2,6%)     | 94 (2,6%)     |
| Азијати           | 9 (0,3%)      | 12 (0,3%)     |
| Хиспаноамериканци | 21 (0,6%)     | 43 (1,2%)     |
| Укупно            | 3.467         | 3.595         |